# Quiluria
La quiluria es un síndrome clínico definido como la presencia de quilo en la
orina, debido al paso de líquido linfático a las vías urinarias.

## Generalidades
El sistema linfático tiene la capacidad de absorber moléculas de elevado peso molecular, lo que permite que los lípidos exógenos pasen a su interior. Estos lípidos se acumulan en forma de glóbulos de lipoproteínas denominados quilomicrones. Sólo una pequeña porción de los lípidos exógenos se absorben por los capilares venosos como ácidos grasos libres. De esta forma, el 80 a 90% de la grasa alimentaria pasa al organismo a través del líquido linfático en forma de quilomicrones.
El conducto torácico tiene también una función inmunitaria, pues los linfocitos timodependientes (linfocitos T) se drenan al torrente circulatorio a través de esta estructuras.
El líquido linfático, pues, es un fluido rico en proteínas, lípidos y linfocitos. El líquido linfático circula en contra de la gravedad gracias a la existencia de válvulas en los conductos linfáticos.
Los vasos linfáticos son comprimidos por las contracciones musculares esqueléticas, la musculatura intrínseca de los linfáticos y el aumento de presión abdominal. Esta compresión produce un ascenso del contenido debido a que las válvulas impiden el flujo retrógrado.

## Fisiopatología
La quiluria se debe a la obstrucción de los conductos linfáticos. Esta obstrucción produce una acumulación de líquido linfático hasta que la presión hidrostática supera la resistencia de las válvulas linfáticas. Entonces se produce el flujo retrógrado de la linfa. Este reflujo produce una dilatación anterógrada de los conductos linfáticos (linfangiectasia), que puede llegar hasta la dilatación del conducto torácico.
El aumento de presión intraluminal de los linfáticos producirá su ruptura, y la comunicación entre el sistema linfático y el tracto urinario, mediante fístulas. Se han descrito trayectos fistulosos en varios lugares del tracto urinario, como vejiga, pero el origen más frecuente de la quiluria es el riñón, ya que los linfáticos renales son más frágiles.

## Sintomatología
-  Orina lechosa
-  Cólicos nefríticos
-  Retención urinaria
-  Hematuria
-  Anemia. Desnutrición. Pérdida de peso
-  Linfedema
-  Alteraciones gastrointestinales
La presencia de quiluria suele ser intermitente e irregular, aunque se ve favorecida por la ingesta copiosa de lípidos y el ejercicio o aumento de presión abdominal, que favorecen el drenaje linfático.
Aunque la quiluria suele ser asintomática, a veces se acompaña de cólicos nefríticos o dificultad miccional, llegando incluso a episodios de retención urinaria”>. Estos síntomas se deben a la formación de coágulos de quilo, por la eliminación de fibrina en la orina.
A veces la quiluria se acompaña de hematuria, dando a la orina un característico tono rosado. Otras veces coexiste con episodios de hematuria aislada’. La hematuria puede ser debida a la presencia de fístulas pielolinfáticas o glomerulonefritis por inmunocomplejos’. Sin embargo, no es excepcional que existan otras patologías urológicas asociadas que la produzcan, como litiasis o tumores vesicales.
En algunos enfermos se encuentra una pérdida de peso, con fenómenos de desnutrición y anemia. Este hecho ha sido atribuido a la pérdida urinaria de lípidos y proteínas. Es interesante observar que la pérdida continuada de linfocitos T por la orina puede dar lugar a alteraciones de la inmunidad celular.
Según la etiología de la quiluria, esta puede acompañarse de otros síntomas. Así, en el caso de malformaciones linfáticas tipo 1, existirá linfedema de los miembros inferiores, en la linfadenitis mesentérica, alteraciones gastrointestinales, etc.
La quiluria debida a filariasis, curiosamente no suele acompañarse de linfedema de las extremidades. Este hecho puede deberse a que se afecten únicamente los linfáticos mes entéricos. En la mayor parte de los casos no se encuentran signos de infección aguda por filarias’.
- Datos: Q5118583